# Sian Jones
Pour les articles homonymes, voir Jones.
Pas d'image ? Cliquez ici

a Compétitions nationales et continentales officielles uniquement.

b Matchs officiels uniquement.
Dernière mise à jour le 23 mars 2025.
Sian Jones, née le 3 décembre 2004 à Bodelwyddan (pays de Galles), est une joueuse internationale galloise de rugby à XV évoluant au poste de demi de mêlée.

## Biographie
Sian Jones naît le 3 décembre 2004 à Bodelwyddan au pays de Galles.
Durant l'été 2024, elle signe pour le Gloucester-Hartpury RFC en provenance des Sale Sharks,.
Elle a, début 2025, dix sélections en équipe du pays de Galles quand elle est retenue pour le Tournoi des Six Nations sous les couleurs de son pays.